# Stirn et Stern
 (janvier 2018).
Pour plus de détails, voir Fiche technique et Distribution.
Stirn et Stern est un téléfilm historique français réalisé par Peter Kassovitz, en 1990. Il revient sur les difficiles années qu'a traversé la France sous l'Occupation, déchirée en deux entre l'occupant nazi et le régime de Vichy.

## Synopsis
À Paris, en février 1944, M. Stirn, un catholique pétainiste, est emmené par erreur par la Gestapo, qui l'a confondu avec M. Stern, son voisin juif. Libéré, Stirn décide alors d'abriter la famille Stern sous son toit, afin de la protéger des nazis.

## Fiche technique
- Titre original : Stirn et Stern
- Réalisation : Peter Kassovitz et Éric LeGarçon
- Assistants réalisateurs : Mathieu Kassovitz et Jeanne Dubail
- Scénario : Peter Kassovitz et Michèle Dalbin
- Script : Suzanne Bujot-Marchand
- Musique : Laurent Petitgirard
- Photographie : Michel Carré
- Montage : Annie Caillot
- Costumes : Emmanuelle Corbeau
- Son : Jean-Pierre Leroy et Éric LeGarçon
- Pays d'origine :  France
- Format : couleur
- Genre : drame, film historique
- Durée : 94 min
- 1re diffusion : 26 décembre 1990

## Distribution
- Claude Rich : Ferdinand Stirn
- Jacques Dufilho : Félix Stern
- Danièle Lebrun : Jeanne Stirn
- Dominique Blanchar : Élise Stern
- Coraly Zahonero : Odile Stirn
- Hervé Rey : Philippe Stirn
- Jurgen Mash : le commandant de la Gestapo
- Joël Barbouth : Pujol
- Françoise Bertin : la comtesse
- Colette Charbonneau : Marie-Ange
- Nathalie Fillion : Suzanne
- Christine Dejoux : Ericka
- Jean-Pol Dubois : Mistre
- Raphaëline Goupilleau : Myriam
- Michael Hofland : Karl
- Lionel Malka : Louis
- Éric Métayer : Max
- Roger Miremont : Jules
- Jean-Marie Richier : l'inspecteur

## Autour du film
- Le film a fait l'objet d'une diffusion sur Antenne 2 le 26 décembre 1990[1] et d'une rediffusion sur les mêmes ondes (la chaîne étant devenue France 2) le 17 mars 1993[2]. En 2000, il est édité en VHS chez Doriane-Films[3], mais n'a par la suite jamais été distribué en DVD.
- Peter Kassovitz, le réalisateur et scénariste du film, est le père du célèbre acteur Mathieu Kassovitz.